# 蒋明谦

蒋明谦（1910年11月10日—1995年5月19日），中国有机化学家。生于四川蓬溪三凤乡五家湾。1927年毕业于蓬溪中学。1935年毕业于北京大学化学系。1944年获美国伊利诺大学博士学位。1980年当选为中国科学院学部委员(院士)。曾任中国科学院化学研究所研究员。从事有机化学、药物化学研究。早年从事药物化学研究，侧重药物分子结构与药理作用的关系。50年代开始了有机化合物结构与性能定量关系的研究。1962年提出了“诱导效应指数”。1977年提出“同系线性规律”，适用于定量计算和预测所有有机同系物系列的性能与结构关系。曾任中国化学会12届常务理事，21届理事会理事。1950～1952年曾任《化学》杂志副主编，1956～1963年曾任《化学学报》副主编。1980年后受聘担任北京市工业局医药总公司技术顾问，郑州大学化学系名誉教授等职。
蒋明谦致力于有机化合物和药物结构与性能定量关系的研究。他的多项研究成果为国际所肯定并引用。他和夫人戴萃辰女士提出了诱导效应指数的新概念和计算任何一个非共轭化合物性能的方法。这一独创性的研究成果引起了国内外的重视，并被广泛地应用于抗癌药、农药、萃取剂等的研究中，为有效化合物的选择提供了理论指导作用，因而被命名为“蒋戴公式”。他的《同系线性规律》发表后引起了国内外广泛的关注，获得了国际量子化学学会会长普尔曼等国际著名科学家的肯定，获国家自然科学二等奖。他研究发现共轭基因结合规律，为共轭效应多环节的定量研究开辟了新的领域，获得中国科学院自然科学二等奖。